# Clear Lake (sjö i Antarktis, lat -77,53, long 166,15)
Clear Lake är en sjö i Antarktis. Den ligger i Östantarktis. Nya Zeeland gör anspråk på området.